# Riu Yuan
El riu Yuan (xinès: 沅江; pinyin: Yuánjiāng) és, amb 864 km, un dels quatre rius més llargs de la província de Hunan i és afluent del riu Iang-Tsé. Té les seves fonts en les muntanyes Miao, en la província de Guizhou, i és navegable. El curs superior s'anomena riu Longtou i l'inferior, riu Qingsui. Tan sols rep el nom de riu Yuan després de la confluència amb el riu Wu, voreja les muntanyes Xuefeng i desaigua al llac Dongting i després al riu Yangtze.
Dona nom a la yuanjiangita, un mineral de la classe dels elements natius que va ser descobert a prop del riu.